# Кок, Борис
Борис Кок (фр. Boris Kok; род. 20 мая 1991, Нанси) — камбоджийский и французский футболист, защитник. Выступал за сборную Камбоджи.

## Биография

### Клубная карьера
Родился во Франции в семье выходцев из Камбоджи. Воспитанник команд «Томблен» и «Нанси». На взрослом играл во Франции только за любительские команды. В 2012 году перешёл в один из ведущих клубов Камбоджи — «Пномпень Краун». Дважды становился чемпионом Камбоджи в сезонах 2014 и 2015, сыграл два матча во втором отборочном раунде Кубка АФК 2017. В 2018 году вернулся во Францию, выступал чуть больше года за любительский клуб «Томблен». В ноябре 2019 года снова стал игроком «Пномпень Краун». Выиграл с командой третий чемпионской титул в сезоне 2021. В 2022 году выступал в аренде за малайзийский «Саравак Юнайтед», сыграл 13 матчей и забил 4 гола в Суперлиге. После окончания аренды остался в статусе свободного агента.

### Карьера в сборной
Дебютировал за сборную Камбоджи в августе 2015 года, сыграв в двух товарищеских матчах с Бутаном и Лаосом, но затем на долгое время выпал из состава команды. Активно вызывался в сборную на протяжении всего 2022 года, сыграл 2 матча в третьем отборочном раунде Кубка Азии 2023 и 3 матча на групповой стадии чемпионата АСЕАН 2022. Последний матч за Камбоджу провёл в заключительном туре групповой стадии чемпионата АСЕАН 2 января 2023 года, появившись на замену на 78-й минуте в игре с Таиландом. Всего за сборную Камбоджи сыграл 9 матчей.

## Достижения
- Чемпион Камбоджи: 2014, 2015, 2021